# بيفرلي ماكليلان
بيفرلي ماكليلان (بالإنجليزية: Beverly McClellan)‏ هي مغنية أمريكية، ولدت في 6 يوليو 1969 في كينغسبورت في الولايات المتحدة، وتوفيت في 30 أكتوبر 2018 بسبب سرطان.

## وصلات خارجية
- الموقع الرسمي
- بيفرلي ماكليلان على موقع IMDb (الإنجليزية)
- بيفرلي ماكليلان على موقع ميوزك برينز (الإنجليزية)
- بيفرلي ماكليلان على موقع أول ميوزيك (الإنجليزية)
- بيفرلي ماكليلان على موقع ديسكوغز (الإنجليزية)